# 긴테쓰 나고야선
나고야 선(일본어: 名古屋線)은 일본 미에현 마쓰사카시의 이세나카가와 역으로부터 아이치현 나고야시 나카무라구에 위치한 긴테쓰 나고야 역에 이르는 총 연장 78.8km의 긴키 닛폰 철도 관할 노선이다. 일반적으로는 긴테쓰 나고야 선으로 불린다.

## 개요
나고야와 오사카 · 이세를 연결하는 특급 열차가 당선을 지나, 오사카 선이나 야마다 선에 직통하고 있다. 또, 나고야 근교의 통근 통학로선이기도 한 것 외에 연선에는 구와나 · 욧카이치 · 스즈카 · 쓰등이라고 하는 중소의 상공업 도시가 연속하고 있으므로, 그러한 도시를 중심으로 한 지역 수송도 담당하고 있다. 덧붙여 정식적 기점은 이세나카가와 역이지만, 열차 운행상은 긴테쓰 나고야 역으로부터 이세나카가와 역으로 향하는 열차가 나와 반대 방향을 기점으로 상행선이 되고 있다.
우다 산지나 누노비키 산지를 넘어 기이반도를 횡단하는 오사카 선과는 달리, 이세 만 가까이를 주행하는 나고야 선은 평탄한 구간이 많지만, 내륙 부를 주행하는 쓰신마치 역 - 이세나카가와 역 구간에서는 오사카 선 정도의 장거리 연속 기울기는 아닌 22.7‰ - 33.3‰의 기울기 구간이 몇 군데가 존재하여, 모모조노 역 - 이세나카가와 역 구간에는 가장 갑작스러운 33.5‰의 기울기가 있다. 또, 긴테쓰 나고야 역 - 고메노 역 구간도 지하에서 지상으로 오르기 위한 단거리이지만 25.0‰의 기울기가 존재해, 고가화 공사를 시공중인 긴테쓰 핫타 역 - 후시야 역 구간에도 33.0‰의 내리막 길 기울기가 존재한다. 서일본 여객철도 간사이 본선과 입체 교차하는 개소가 많은 긴테쓰 나가시마 역 - 미야마도 역 구간에서도 약간 급이 되는 기울기 구간이 연속하고 있어 갑작스러운 개소에서는 가와고에토미스하라 역 - 긴테쓰 토미다 역 구간의 서일본 여객철도 간사이 본선과의 입체 교차 지점에 존재하는 22.7‰이나 긴테쓰 나가시마 역 - 구와나역 부근의 25‰ - 33‰등이 있다. 특히 긴테쓰 토미다 역 부근이나 구와나 역 부근, 쓰역 부근의 JR선과의 입체 교차 지점에서는 동시에 약간 갑작스러운 커브도 수반하고 있다.
JR 간사이 본선과는 입체 교차하지 않기는 하지만, 가스미가우라 역 - 긴테쓰 욧카이치 역간에서는 가이조 강이나 미타키 강이라고 한 약간 큰 규모의 하천을 연속으로 오버 크로스 하는 관계로 20‰ - 35‰의 연속 기울기가 되고 있어 급커브도 연속하고 있다. 한편으로 나고야 선은 해발 0미터 지대를 주행하는 노선이기도 해, 주된 해발 0미터 지대로 되어 있는 도다 역 - 긴테쓰 야토미 역 구간에서는 하천 부근을 오버 크로스 하는 개소에 4.0‰ - 10.8‰, 0미터 지대는 아니지만 해발이 낮은 지대에 위치한 구스 역 - 시라쓰카 역 구간에서도 같은 개소에 3.0‰ - 15‰로 완만한 기울기가 어느 정도이지만, 도다 역 - 긴테쓰 야토미 역의 구간에서는 긴테쓰 카니에 역 - 도미요시 역 구간의 25.0‰이 가장 갑작스럽다.
한편 본 노선은 거리가 긴 노선임에도 대부분 평야부에 위치한 관계로 터널이 거의 없다는 특징이 있다. 긴테쓰 나고야 역 - 고메노 역 구간에 지하선 터널이, 가스미가우라 역 - 아쿠라가와 역 구간의 구. 하즈 역 자취에 있는 2개소의 콘크리트 터널이 존재할 뿐이다.
전선으로 스룻토 KANSAI 카드는 이용할 수 없지만, PiTaPa 및 ICOCA의 이용이 가능하다.
2007년 4월 1일의 PiTaPa 도입과 함께 긴테쓰 나고야 역 - 시오하마역 구간의 전 역에서 자동 개찰기가 설치되었다. 또 시오하마 역 - 이세나카가와 역 구간에서는, 시로코 역 · 에도바시 역 · 쓰역 · 쓰신마치 역 · 히사이 역 · 이세나카가와 역에 자동 개찰기가 설치되어 있으며, 그 이외의 역에서는 간이 개찰기를 설치해 대응하고 있다.
2009년 3월 20일에 한신 난바 선이 개통하면서 긴테쓰 나고야 역에서 나고야 선 · 오사카 선 · 나니와 선 · 한신 난바선 · 본선 · 고베 고속선 · 산요 전기 철도 본선에 의해서 산요히메지 역까지, 또 산요 전기 철도 본선으로부터 분기하는 아보시 선에 의해서 산요아보시 역까지가 각각 연결되었다.
2010년 4월 1일에는 긴테쓰 나고야 역 - 이세나카가와 역 구간의 전선으로 나고야 열차 운행 관리 시스템 「KRONOS」가 도입되었다.

## 노선 정보
- 노선 거리 (영업 거리): 78.8 km
- 궤간: 1,435mm
- 역수: 44역 (기.종점 포함)
- 복선구간: 전 구간
- 전선화 구간: 전 구간 전선화 (직류 1500V)
- 폐색방식: 자동폐색식
- 최고속도: 120 km/h(특급), 110 km/h(일반차량)

## 타사 업체와의 경합
쓰신마치 역 - 이세나카가와 역 구간을 제외한 거의 전구간이 도카이 여객철도 간사이 본선 · 기세이 본선 및 제 3 섹터의 이세 철도 이세 철도선과 병행하고 있다. 쓰역 - 야마다 선 마쓰사카역 구간은, 히사이 역이나 이세나카가와 역에 우회 해, 병행은 하고 있지 않기는 하지만, 기세이 본선과 경합 하고 있다. 노선 전체적으로, 나고야 철도 나고야 본선과 JR 도카이도 본선과 같이 치열한 경쟁은 없다.
도카이 여객철도가 특정 운임을 채용하고 있는 나고야역 - 욧카이치역 구간에서는 긴키 닛폰 철도가 운임이 비싸다. 이전부터 긴키 닛폰 철도도 긴테쓰 나고야 역 - 구와나역 구간의 왕복 할인 표를 발매하고 있지만, 그런데도 JR의 왕복운임보다 높다. 또, 운행 대수에 대해서도, 2009년 3월 14일 개정으로 일중의 가메야마 역 발착 열차를 쾌속에 격상했기 때문에, 나고야 역 - 욧카이치 역 구간에 있어서의 쾌속의 대수가 배증하고 있다.
쓰 역 - 마쓰사카 역 구간에서는, 도카이 여객철도는 간선 운임을 채용하고 있지만, 그런데도 긴키 닛폰 철도의 운임이 비싸다. 다만, 열차 대수는 긴키 닛폰 철도가 압도적으로 많아, 편성수도 길기 때문에(급행은 6량내지 4량이기 때문에) 모아 두어 수송 인원도 긴키 닛폰 철도 쪽이 많다.
병행하는 JR선과 이세 철도선은, 일부 복선 구간이 있지만 대부분이 단선으로, 국철 시대는 열차 대수도 적었지만, 분할 민영화 이후는 쾌속 「미에」의 운행, 나고야 역 - 구와나 역 구간과 쓰 역 - 마쓰사카 역 구간에서 특급 「난키」의 자유석 특급 요금의 가격 인하 등에서 서비스의 향상을 도모할 수 있었다. 이것에 대해, 긴키 닛폰 철도로는 3문 전환 크로스시트 차의 5200계나 L/C카가 도입되어 급행을 중심으로 운용되게 되었다.
덧붙여 구와나시나 욧카이치시의 대규모 단지로부터, 나고야 역이나 나고야시의 사카에까지 직통하는 미에 교통 운행의 고속버스 와도 경합 하고 있다.

## 운행 형태
하루는 대개 매시 쾌속 급행 4대(긴테쓰 나고야 역 발 시분, 0분：오사카난바 행 논스톱, 10분： 가시코지마 행, 30분：오사카난바 행, 50분 도바 행), 급행 · 보통 각 3대, 준 급행 2대의 운전. 저녁 러쉬 아워 때의 하행선의 경우, 특급은 5대, 급행 이하는 각 4대의 운행이다. 아침의 나고야 방면은 각 종별이 증발되어 특히 급행이 시라코역 시발, 긴테쓰 욧카이치 역 시.종착 등도 더해져 많이 설정되어 있다.
| 하루 운행 패턴 | 역명 ＼ 종별 | 역명 ＼ 종별 | 긴테쓰 나고야 | …   | 도미요시 | 도미요시 | …   | 시라쓰카 | 시라쓰카 | …   | 이세나카가와 | 이세나카가와 |
| 운행 대수      | 쾌속 급행    | 4대          | 4대           | 4대 | 4대      | 4대      | 4대 | 4대      | 4대      | 4대 | 4대          |              |
| 운행 대수      | 급행         | 3대          | 3대           | 3대 | 3대      | 3대      | 3대 | 3대      | 3대      | 3대 | 3대          |              |
| 운행 대수      | 준급         | 2대          | 2대           | 2대 |          |          |     |          |          |     |              |              |
| 운행 대수      | 보통         | 3대          | 3대           | 3대 | 3대      | 3대      | 3대 | 3대      | 3대      | 3대 | 3대          |              |

### 쾌속 급행
하루 운행되고 있으며 긴테쓰 카니에 역 이남에서는 사실상 유일하게 요금이 필요없는 우등 종별 열차이다.
8시부터 17시 대까지의 하루는, 을 특급과 교대로 긴테쓰 나고야 역 - 이세나카가와 역에서 매시에 3대 설정되어 있어 이 중 야마다 선 마쓰사카역과 우지야마다 역에 1개씩 직통하고 있다. 아침과 밤에는, 일부의 열차가 도바역까지 운행되고 있다. 저녁의 하행선 열차는 이세나카가와행 2대, 마쓰사카행 1개, 도바 또는 이스즈가와 행 1대의 합계 매시 4대, 야간의 하행열차는, 쓰신마치 · 이세나카가와행(최종은 긴테쓰 욧카이치행) 각 1대가 30분 간격으로 운행되고 있다. 나고야 선 내에서의 특별 정차는 실시하지 않는다.
저녁 때의 러시 아워를 제외한 나머지 긴테쓰 카니에 역 · 긴테쓰 욧카이치 역 · 시로코 역에서 보통으로 연락한다. 저녁의 러시 아워 때에는 긴테쓰 카니에 역에서 도미요시행 보통(일부 열차만), 긴테쓰 야토미 역에서 준급, 긴테쓰 욧카이치 역과 시라코에서 보통으로 연락한다. 야간의 경우 쓰신마치행의 일부는 에도바시에서 이세나카가와행이 보통으로 연락한다.
아침은 쓰신마치 역 · 시로코 역 · 긴테쓰 욧카이치 역 시.종착의 열차도 설정되어 긴테쓰 욧카이치 역 이북에서는 최대 8대가 설정되어 있다. 또, 이른 아침에는 오사카 선 나바리 역 시.종착의 긴테쓰 나고야 행이 1대가 있다. 특급과 달리, 이세나카가와 역에서 방향 전환을 실시하기 위해서는 돌발적인 편성을 제외해, 이 열차에는 L/C카 혹은 롱 시트차가 반드시 충당되고 있다(충당되는 것은 모두 나고야 선 토미요시 차량 검사구 소속의 편성이지만, 오사카 선의 2610계가 사용되는 경우도 있다).
이세나카가와 역 이남 행의 열차는 이세나카가와 역에서 긴키 닛폰 철도 오사카 선의 나바리 · 오사카 방면의 급행(시간대에 따라서는 쾌속 급행·구간 쾌속 급행), 나바리 행 보통, 또는 가시코지마 역 · 도바역 발착의 특급에 연락한다. 또 이세나카가와 역을 기점으로 하는 시.종착 열차는 긴키 닛폰 철도 오사카 선으로부터의 급행과 상호 연락을 실시하고 있다. 안에는, 그대로 오사카 방면이 되는 열차도 있다. 나고야 선의 시각표의 표시에는 「이세나카가와 역에서 오사카 방면의 급행 · 쾌속 급행에 연락」으로 표시된 게 있지만, 특급이나 보통으로의 연락이라고는 기재되지 않았다.
2000년까지는 쓰신마치 역 반대의(게다가 1987년 이전에는 스즈카 선 히라타초 역 반대 방향) 급행이 일중에 매시 1개 설정되어 쓰신마치 역 이남은 매시 2대의 운행이었지만, 2001년의 개정으로 이세나카가와 역 직통으로 변경되어 전 구간 매시 3대 운행이 되었다. 또, 2003년까지는 하루에도 도바 발착의 열차가 많이 설정되어 있었지만, 2004년의 개정으로 대부분이 우지야마다 역 · 이스즈카와 역 직통으로 변경이 되어, 도바 역 시.종착은 아침에 4대가 설정되었다.
1997년부터 2002년까지는, 하행선 열차의 나고야 발차 시각은 을 특급(메이한 · 메이)의 곧 다음에 있었으므로, 기본적으로 나고야 선내에서 을 특급에 앞지를 것은 없었지만, 현재는 후발의 을 특급과의 시간 차이가 줄어든 것으로, 이세와카마쓰 역 또는 시오하마역에서 을 특급을 대피하게 되었다. 일중의 다이어로 급행과 을 특급은 합해 약 10분 간격에 균일화된 반면, 시라코 역 이남의 도달하는 시와 분은 늘어났다. 덧붙여 러시 아워에는 시오하마역이나 에도바시 역에 더해 긴테쓰 야토미 역 · 구와나역(상행 열차만) · 긴테쓰 욧카이치 역 · 시라코 역에서도 특급을 대피하기도 하지만, 긴테쓰 카니에 역이나 상행선의 이세와카마쓰 역에서는 대피를 행하지 않는다. 또, 특급 정차역인 구와나 역, 긴테쓰 욧카이치 역, 시라코 역에서는 을 특급의 대피와 완급 접속을 동시에 실시하는 열차도 있다.
긴테쓰 나고야 역 - 마쓰사카 역 구간의 열차는, 상.하행 모두 에도바시 역에서 메이한 갑 특급을 대피한다. 또 토요일과 휴일은 하행선 열차가 긴테쓰 야토미 역에서 메이 · 메이한 갑 특급을, 상행선 열차가 구와나 역에서 메이 갑 특급을 대피하는 일이 있다. 덧붙여 대피하는 시각과 분을 제외하면 이세나카가와 - 긴테쓰 나고야 구간의 소요 시분은 1시간 13 - 14분이다(특급을 대피하는 열차의 소요 시간은 1시간 15 - 20분 ).
이 외 스즈카 선 직통 급행이, 아침에 긴테쓰 욧카이치 역 - 히라타초 역 구간에서 운행되고 있다. 히라타초행은 매일 운행되지만, 긴테쓰 욧카이치 행은 토요일 · 휴일만 운행된다.
편성은 6량(나고야 쪽 2량 + 이세 쪽 4량)이 대부분으로, 평일의 긴테쓰 욧카이치 7:23발 나고야 행 만 3량 + 3량으로 운행하지만, 이른 아침과 심야의 일부 열차는 4량 고정 편성으로 운전(최종의 욧카이치 행 만, 2량 + 2량으로 운행)되고 있다. 2량 쪽 부분은 롱 시트로 1810계(나고야 선 운용만)나 1230계, 9000계등이 충당된다(보기 드물게 2410계 2422F - 2426F나 1422계, 1220계 1223F도 들어간다). 이에 대해서, 4량 쪽 부분은 일부의 열차를 제외해, 5200계, 5800계, 2610계·2800계(2610계와 2800계는 L/C카 사양의 것)등의 크로스시트 차가 충당되어 롱 시트 4련차는 1200계 1211F·1212F나 2800계 2817F가 충당되지만, 드물게 2000계 2107F나 1000계나 2430계 등, 다른 3량 편성차와 짠 6량으로 급행 운용에 들어간다. 긴테쓰 욧카이치 역 - 긴테쓰 나고야 역 구간의 열차와 스즈카 선직통 이외의 전 열차에 화장실이 붙어 있다.
상술한 대로 도카이 여객철도의 간사이 본선에서 운전되고 있는 쾌속 「미에」라는 대항으로서 5200계등의 크로스시트 차량이 집중적으로 투입되었기 때문에, 같은 크로스시트 차량을 운전하고 있는 오사카 선이나 나라 선에 비해도 나고야 선은 크로스시트 차량의 비율이 매우 높아지고 있다.
통상은 나고야 선 소속 차량으로 운행되지만, 주간과 야간의 일부의 열차는 오사카 선 소속 차량(1400계1507F· 2610계 롱 시트차· 혹간엔 5200계)으로 운행되고 있다. 또, 다이어 혼란이 올 경우에는 드물게 오사카 선 소속의 5800계(6 량 고정 편성)나 화장실이 없는 차량(1620계나 9200계등)이 운용에 들어가는 일이 있다.

### 준 급행
일중은 긴테쓰 나고야 역 - 도미요시 역 구간에서 매시 2대, 하루 이외는 긴테쓰 나고야 역 - 긴테쓰 욧카이치 역 구간에서 운행되고 있다. 긴테쓰 나고야 역 - 긴테쓰 카니에 역 구간은 논스톱으로, 긴테쓰 카니에 역 이남은 각 역에 정차한다. 덧붙여 긴테쓰 욧카이치 역에 도착하는 열차의 대부분은, 열차 종별을 「보통」으로 변경해 이세나카가와 역까지 운행을 계속한다. 긴테쓰 나고야 역 발의 준 급행의 일부는 긴테쓰 욧카이치 역까지 후의 급행보다 먼저 도착한다. 일중의 도미요시행은, 급행·보통 즉시 운용을 겸해 약 반 정도가 도미요시 차고의 출입고가 된다. 덧붙여 일중의 운용은, 타 열차와 접속을 실시하지 않는다.
대피 회수에 의해서 소요 시간에 차이가 있지만, 긴테쓰 나고야 역 - 긴테쓰 욧카이치 역 구간의 표준 소요 시간은 50분. 그 중에서 급행 과의 완급 접속이나 대피를 실시하지 않는 열차의 최단 소요 시간은 45분이다.
2002년까지는, 종일에 걸쳐 긴테쓰 카니에 역 또는 도미요시 역에서 보통과 준급의, 긴테쓰 야토미 역에서 준급과 급행의 접속을 취하고 있었지만, 2002년에 긴테쓰 카니에 역이 급행 정차역에 추가된 것에 의해 러시아워에만 적용되었다. 나고야시내의 보통 정차역으로부터 욧카이치 방면에는 긴테쓰 카니에 역에서 급행으로 갈아 타는 것이 가능해졌다. 러쉬 아워의 긴테쓰 욧카이치 행은 구와나역과 긴테쓰 욧카이치 역에서 을 특급과 접속해, 긴테쓰 야토미 역(일부는 마스오 역이나 아쿠라가와 역에서도)에서 급행을, 긴테쓰 카니에 역 또는 도미요시 역에서 을 특급을, 마스오 역이나 가와고에토미스하라 역에서 을 특급 또는 메이한 갑 특급을 대피한다. 상행선의 일부는 구와나 역에서 을 특급 또는 급행(일부 열차는 긴테쓰 야토미 역 또는 긴테쓰 카니에 역에서 급행과 접속)과 완급으로 접속해, 특히 아침 러시 아워에는 구와나 역에서 을 특급에 접속하는 열차가 대부분이다. 또, 야간의 도미요시 역 발착의 일부에 긴테쓰 카니에 역 또는 도미요시 역에서, 욧카이치 방면 발착의 보통 열차에 접속하는 열차가 존재한다.
러쉬 아워 이외는 2·3·6량(일부의 열차는 4·5·6량)으로 운행된다. 러쉬 아워엔 5량으로 운행되지만, 긴테쓰 욧카이치 역에서 보통으로 종별 변경할 때에, 후부 편성을 떼어낸다(긴테쓰 욧카이치 역 - 시라쓰카 역 구간의 보통 정차역의 일부가 3량 분의 홈 유효장 밖에 없기 때문에). 도미요시 역에서의 증결이나 차량 분리는 설정되어 있지 않다. 도미요시 행의 일부의 열차는 급행의 편성을 사용해 6량으로 달리지만, 이 경우는 긴테쓰 나고야 역의 3번 선으로부터 발차한다. 토요일 · 휴일 다이어의 긴테쓰 욧카이치 7:44발 나고야 행 준급은 급행의 편성을 단독으로 사용하는 운용으로, 화장실 첨부의 4랑 편성인 2610계, 2800계, 1200계1211F·1212F, 5800계74817777772F가 충당된다. 다만, 운용이 흐트러졌을 경우에 5200계가 운용에 들어가기도 한다.
덧붙여 1983년 3월 18일의 다이어 개정 전까지는 도바 선 도바역 또는 스즈카 선 히라타초 역까지 운행되고 있었다.
1956년의 긴키 닛폰 철도 욧카이치 역 이전 직전의 정차역은 긴키 닛폰 철도 야토미 역 · 구와나역 · 마스오 역 · 도미스하라 역· 긴키 닛폰 철도 토다 역 · 아쿠라가와 역 · 스와 역 · 욧카이치역 · 시오하마역 · 이세와카마쓰 역 · 시로코 역 · 에도바시 역 · 쓰역 · 쓰신마치 역 · 히사이 역에서, 스와 역 이남은 급행과 같았다.
- 1956년 9월 23일: 긴키 닛폰 철도 욧카이치 역 이전(스와 역에서 역명 변경)에 수반하여, 스와 역 · 욧카이치 역의 2역 정차가 긴키 닛폰 철도 욧카이치 역의 1역 정차가 된다.
- 1964년 3월 23일: 직행 열차 폐지에 수반해, 긴키 닛폰 철도 카니에 역 · 긴키 닛폰 철도 나가시마 역이 정차역이 된다.
- 1967년 12월 20일: 이세아사히 역이 정차역이 된다.
- 1972년 11월 7일: 도미요시 역이 정차역이 된다.

이 결과, 긴테쓰 카니에 역 - 긴테쓰 욧카이치 역 구간에서는 사코기 역 · 가스미가우라 역 · 가와라마치 역의 3역을 통과하는 것이 되어, 1983년에 이르렀다. 또한 현재도 나고야 선 소속 차량의 방향막에는 시오하마역 이남의 준급 표시가 남아 있다.

### 보통
각 역에 정차한다. 긴테쓰 나고야 역 - 시라쓰카 역 · 이세나카가와 역 구간의 운전에 가세해 하루부터 저녁에 걸쳐 시라쓰카 역 - 시마 선 가시코지마 역 구간에서 운행하는 열차가 있다. 시마 선 직통의 열차는 단독 운행을 실시하고 있다. 일중은 긴테쓰 나고야 역 - 시라쓰카 역 구간과 시라쓰카 역 - 가시코지마 역의 계통이 매시 2대, 긴테쓰 나고야 역 - 이세나카가와 역 구간의 계통이 매시 1대 운행되어 전 구간에서 매시 3대의 운행이 확보되고 있다. 대부분의 대피 가능한 역에서 특급 · 급행에 추월해지기 위해, 주요 역 간을 보통으로 보는걸로 통하면 상당한 시간이 걸린다. 일중의 긴테쓰 나고야 - 이세나카가와 구간의 표준 소요 시간은 2시간 10분 전후. 대피가 적은 이른 아침 · 야간의 열차의 소요 시간은 2시간 전후이다.
러쉬 아워에 대해서는 전선 안내로 운행되는 것은 일부만 되어, 긴테쓰 나고야 역 - 도미요시 역 구간, 긴테쓰 욧카이치 역 - 이세나카가와 역 구간의 구간 운전이 주체가 된다. 후자는 대부분이 긴테쓰 욧카이치 역에서 준급으로 종별 변경해 긴테쓰 나고야 역까지 운행되고 있다. 대수는 극히 불과이지만, 긴테쓰 나고야 역 - 이세나카가와 역 구간을 운행한 열차가 이세나카가와 역에서 야마다 선 우지야마다 역으로 행선지를 변경해 계속 운행하는 열차도 있다. 그 외, 이른 아침과 야간, 러시 아워 및 그 전후의 일부 열차에, 구와나역 · 시오하마역 · 시로코 역 · 쓰신마치 역을 발착으로 하는 열차나, 긴테쓰 나고야 역 - 긴테쓰 욧카이치 역 구간을 보통 열차로서 운행하는 열차도 있다.
통상 2량 또는 3량으로, 단독 열차는 모두 2량 편성으로 운행된다. 준급 통과역의 상당수는 홈이 3량 또는 4량까지 밖에 대응하고 있지 않고, 긴키 닛폰 철도의 비단독차에는 도어 컷 기능이 없기 때문에, 러쉬 아워라도 증결은 별로 행해지지 않는다. 덧붙여 아침에 1개 있는 긴테쓰 야마다 선 우지야마다 발시라쓰카 행은, 급행의 편성을 단독으로 사용하는 운용으로, 화장실 첨부의 4량 편성으로, 2610계 · 2800계 · 1200계1211F·1212F · 5800계가 충당된다. 다만, 운용이 흐트러졌을 경우에 5200계나 오사카선의 2610계가 운용에 들어가기도 한다.또, 3량 편성이 부족했을 경우는, 오사카 선 소속의 2430계의 3량 편성이, 2량 편성이 부족했을 경우는 오사카 선 소속의 2410계, 1430계등이 운용에 들어가는 일이 있다.
나고야 선의 소속 차량은 차례차례 단독 대응의 개조 공사가 진행되고 있다. 나고야 선소속의 단독 차량에는, 지선용 단독 차량에는 없는 도어 컷 기능이 있어, 무인역에서는 양쪽 후에 타기 · 전 구간 하행선으로서 운전 기사가 운임 정산을 실시하는 형태가 되고 있다. 시라쓰카역 이남의 단독 열차는 이 시스템을 채용하고 있다.

### 그믐날 철야 운행
섣달 그믐부터 설날에 걸친 철야 운행은, 근년은 긴테쓰 나고야 - 이세 방면 간에 특급·급행이 30 - 60분간격(일부 시간대를 제외하다)으로 운행되는 것 외에 나고야 선의 전 구간에 걸쳐서 보통(일부 준급)이 30 - 60분간격으로 운전된다. 덧붙여 유노야마 선 · 스즈카 선에서는 근년 실시되어 있지 않다.

### 과거에 있었던 종별
1964년 3월 23일 개정까지, 현재의 준급에 가까운 열차로서 직행이 운행되고 있었다. 긴키 닛폰 철도 나고야 역 - 이세나카가와 역(1959년의 개궤 후는 우지야마다 역) 구간에 운행되어 정차역은 긴키 닛폰 철도 가니에 역과 긴키 닛폰 철도 야토미 역 이남의 각 역이었다. 긴키 닛폰 철도 나고야 역 - 긴키 닛폰 철도 야토미 역 구간의 각 역은 같은 구간 즉시의 보통 열차가 정차하고 있었다.

### 임시 열차 · 임시 정차
나고야 선연선에서 이벤트나 대학 입학 시험등이 행해질 때는, 임시 열차의 운행이나, 임시 정차가 실시되고 있다. 임시 급행의 상당수는 정기 급행과 같이 6량 편성으로 운행된다.
스즈카 서킷으로 포뮬러 원 일본 그랑프리가 개최될 때는, 긴테쓰 나고야 역 - 시로코 역 · 스즈카 선 히라타초 역 구간에서 임시 급행이 운전되는 것 외에 대학 입시 센터 시험때는, 수험생의 편의를 도모하기 위해, 시험이 시작되는 시각에 맞추어 구와나역 - 에도바시 역 · 쓰신마치 역 구간의 임시 급행이 운행된다.「급행｜쿠와나」의 방향막이 없기 때문에, 간이 방향판이 게시된다. 시기에 따라서는 스즈카 의료 과학 대학 근처의 지요자키 역에 정차하는 것이 있다.
2008년 2월까지는, 욧카이치시에서 경륜 대회 개최일에, 근처 역인 가스미가우라 역에 일부 정기 급행이 임시 정차했지만 현재의 경우 임시 정차는 행해지지 않았다.
또 2006년부터 2008년까지, 전미 여자 프로 골프 협회 공식전 「미즈노 클래식」이 가시코지마 컨트리 클럽에서 개최될 때는, 긴테쓰 욧카이치 역 - 가시코지마 역 구간에 임시 열차가 설정되었다. 이 열차는 종별이 없는 임시 열차로, 정차역은 도바역까지는 정기 급행과 같고, 도바 역 이남은 을 특급과 같은 정차역에서 만났다. 2009년 이후는 나고야 선으로부터의 임시 열차는 설정되어 있지 않다. 대신에, 나고야 5:30분발 도바 행 급행을 도바 역에서 가시코지마 행 임시로 계통 변경해 연장 운행하는 것으로 나고야 역으로부터 환승 없음으로 가시코지마 역까지 직통할 수 있게 되어 있었다.
불꽃놀이 관계에서는, 매년 8월에 쓰시에서 행해지는 「서머 페스타 인 히사이(히사이 불꽃놀이)」에서는, 불꽃놀이 종료후에 시로코 역 · 시라쓰카 역 - 이세나카가와 역 구간의 임시 보통이 운행되는 것 외에 이비강 하반에서 개최되는 「구와나 스이고 불꽃놀이」에서는, 구와나 역 - 긴테쓰 욧카이치 역 구간에 보통 열차가 임시로 운행된다.
2009년 11월 3일에 이세 신궁 내궁의 우지교 도시식이 거행해졌을 때는, 정기 급행열차의 연장 운행을 했다. 연장 운행은 도시식과 그 후의 일반 참배자 도시의 시간대에 맞추고, 일중의 긴테쓰 나고야 역 - 우지야마다 역 구간의 정기 급행열차 5개가 이스즈카와 역 발착으로 변경되었다. 통상 다이어에서는 우지야마다 역 발착의 급행을 가시코지마 역 방면 발착의 원맨 보통으로 이세 시역 또는 우지야마다 역에서 접속시키는 다이어가 되고 있지만, 이 날은 이스즈카와 역에서의 연락이나, 상행 열차는 우지야마다 역의 4번 플랫폼에서 동일 플랫폼에서 갈아 타는 것이 가능했다.
레저와 관련해서는, 1980년대까지, 하절기에 긴테쓰 나고야 역 - 쓰즈미가우라 역 구간에 임시 급행이, 1990년대까지, 춘추 행락기에 긴테쓰 나고야 역 - 야마토야기 역구간 및 긴테쓰 나고야 역 - 히가시아오야마 역 구간에 임시 급행이 운행되어 현재도 전철의 방향막이나 역의 발차안표에 그 자취를 볼 수 있는 일이 있지만, 근년은 운행되어 있지 않다. 또, 2001년부터 1년간 정도, 긴테쓰 나고야 역 - 오사카우에혼마치 역 구간 직통의 임시 급행이 운행되고 있었다.

## 사용 차량

### 현재 보유차량
- 1000계: 3량 편성. 묘조 검사구에 배치.
- 1010계: 구) 교토 선용 920계. 묘조 검사구에 배치.
- 1200계 · 1201계 · 2050계: 1200계는 화장실 장비차 · 도미요시 검사구 소속. 1201계는 모두 묘조 차량 검사구에 배치.
- 1230계 · 1233계 · 1240계 · 1253계 · 1259계: 1230계 · 1240계 · 1259계는 묘조 검사구 소속.
- 1430계 · 1440계: 1440계는 묘조 검사구 소속.
- 1810계: 묘조 검사구에 배치.
- 2000계: 일부에 화장실 장비차가 있으며, 도미요시 검사구 소속.
- 2410계: 쿠 2590형이 2430계, 모 2450형과 함께 1200계와 편성을 짜고 있다. 도미요시 검사구 소속.
- 2430계 · 2444계: 3량 편성 및 중간차 2량. 도미요시 검사구 소속.
- 2610계 · 2800계: 일부 L/C카 사양, 4량 편성은 도미요시 차량 검사구 소속.
- 5200계 · 5209계 · 5211계: 3문 전환 크로스시트차, 도미요시 차량 검사구 소속.
- 5800계: L/C차, 나고야 선용은 7481777720번대, 도미요시 차량 검사구 소속.
- 9000계: 원) 나라 선 · 교토선 소속, 단독 편성은 묘조 차량 검사구 소속.
- 21000계: 6,8량 편성. 어반라이너 플러스
- 22000계: 2,4량 편성. ACE
- 22600계: 2,4량 편성. ACE
- 30000계: 4량 편성. 비스타 EX

1201계 · 1240계 · 1259계 · 1440계 · 2444계의 전차 및 1010계 · 2000계 · 9000계의 일부는 시라쓰카 역 이남 및 유노야마 선 · 스즈카 선의 단독 대응으로, 시라쓰카 역 이남의 단독 열차에는 1201계 · 1240계 · 1259계 · 1440계 · 9000계로 한정해 사용된다.
덧붙여 이른 아침이나 심야의 급행 등 일부 열차에는 오사카 선 소속의 차량이 사용되고 있어 반대로 오사카 선의 일부 열차에는 나고야 선소속의 차량이 사용되고 있지만, 1000계 · 1010계 · 1810계는 기울지 감속 제동을 장비하고 있지 않기 때문에 오사카 선의 히가시아오야마 역 이서에는 입선 하지 않는다. 오사카 선 소속의 차량은, 1400계1407F · 2610계 · 보기 드물게 5200계가 입선 한다. 증결용 2량 편성으로서는, 시리즈 21의 9020계9051F, 시기 선편성의 1430계1431F·1432F 이외의 모든 오사카선소속 차량이 입선 한다.
2000년대 후반 이후는 한신 전기 철도와의 상호 직통 운전을 위해 나라 · 교토 선 계통에 우선적으로 신차를 투입시키고 있는 관계상, 나고야 선소속의 통근 차량은 1998년에 7582007777772계의 74812777772F가 실제 투입되고 나서는, 신차가 완전히 투입되지 않고, 타 계통으로부터의 전속 차량으로 조달되고 있다. 즉, 나고야 선소속의 차량은 타 계통과 비교해서 이른바 「토박이」의 비율이 낮다(오사카선소속의 차량에 대해서도 같은 사항이 들어맞는다).

### 단체용 차량
- 15200계 「아오조라 2(2대째)」： 2005년에 특급차 12200계로부터 개조. 2009년 4월 기준으로, 15102F(4련)가 나고야 선의 소속(묘죠 차고의 배속)이 되고 있다.
- 18400계: 구) 교토 · 가시하라 선용 특급차. 1997년에 18409F를 「아오조라 2」의 증결용으로 격하(18409F 이외의 편성은 모두 폐차). 2009년 4월 기준으로, 나고야 선의 소속(묘죠 차고의 배속)이 되고 있다.

### 사업용 차량
- 모하 90형 (모하 94 · 96): 궤간이 다른 요로 철도 요로 선(2007년 9월 30일까지는 긴키 닛폰 철도 요로 선)의 차량을 주요부 검사 · 전반 검사로 시오하마 검수차고에 회송할 때의 견인차로서 사용.
- 24계: 2006년에 2410계2411F를 개조한 전기검측차로, 애칭은 「하카루 쿤」. 2009년 4월 기준으로, 도미요시 차고의 배속이 되고 있다.

### 과거 보유차량
- 1000계: 4량 편성차. 화장실 장비 차량.
- 1600계: 일부는 화장실 장비차.
- 1800계
- 2600계: 4문 대면식 크로스시트차
- 2680계: 현재는 1편성만이 선어 열차으로서 오사카 선에 배치.
- 1480계 · 2470계
- 20100계「아오조라」：단체용 차량
- 18200계 「아오조라 2(초대)」：단체용 차량(구. 특급차).18202F(4련)가 나고야 선의 소속(묘조 차고의 배속)이 되고 있었다.
- 전동화 열차 모하 75형 (모하 75 · 76): 1991년 폐차.
- 모와 50형 (모와 51 · 52): 1600계 모 1650형을 개조한 구원용 차량. 2000년 폐차.

## 역사
긴키 닛폰 철도 나고야 선은, 복수의 회사가 건설한 노선을 이어 맞추는 형태로 성립했다.

### 구와나 역 - 에도바시 역 구간
구와나 역 - 에도바시 역 구간은, 이세 철도 (후의 이세 전기 철도, 이세전. 현재의 제3종 철도 사업자의 이세 철도와는 무관계)에 의해서 건설되었다.
원래, 같은 지역에는 일본국유철도 간사이 본선과 산구선(현재 기세이 본선의 가메야마 역 - 다키 역 구간을 포함한다)이, 메이지 시대에 사설 철도의 간사이 철도와 산구 철도에 의해서 각각 부설되고 있었지만, 양 노선은 오사카 방면에서의 수송을 주목적으로 둔 선형이 되고 있어 아이치현이나 미에현 북부에서 미에 현 중남부로 향하려면 , 가메야마 역에서 스위치 백을 필요로 했다.
이세 철도(초대)는 그것을 합선하는 목적으로부터 설립되어 미에 현의 2대 도시인 욧카이치와 쓰를 연결하는 노선을 1915년 - 1924년에 차례차례 개업시킨(구와나 역 - 에도바시 역 - 쓰 역(헤타 역) 구간. 또한 양 도시간에는 전후, 같은 이유로 국철 → 이세 철도(2대째, 전술) 이세 철도 이세 선이 1973년에 개통했다). 궤간은 국철과의 화차 직통을 고려해, 1067mm의 협궤가 되었다.또, 게이벤 철도로 되어 있어 노선 규격은 낮고, 연선제 취락을 누비기 위해서, 곡선을 다용한 선형이 채용되었다.
이 단계에서는 지방의 로컬 사철이었지만, 1926년에 회사명을 이세 전기 철도로 고쳐 같은 해에 직류 전선화를 완성시켰을 무렵으로부터, 「도카이의 비장군」이라고 불린 유력 실업가 구마자와 카즈이치가 사장으로 취임한 적도 있어 확대책을 취하게 되어, 북쪽은 나고야로의 진출, 남쪽은 이세 신궁이 있는 우지야마다의 진출을 이루게 되었다.
당시 , 간사이 계의 기업인 오사카 전기 궤도(오궤, 현재의 긴키 닛폰 철도의 직계 모체)와 그 자회사의 산구 급행 전철(산큐)이 오사카로부터 이세의 진출을 목적으로 있었다. 이세 전기에서는 북쪽의 노선은 1929년에 구와나역까지를 개통시키고, 요로 전기 철도(현재의 요로 철도 요로 선)를 매수한 시점에서 거기에서 앞의 연신을 뒷전으로 해, 현지 기업으로서의 대항 진심으로 산큐가 건설 중인 노선과 병행하는 이세의 노선을 우선해 건설했다. 산큐 선의 전노선 개통 5일 후에는 헤타 역 - 쓰신치 역 - 신마쓰사카 역 - 다이진구 앞 역(이세 신궁의 2궁의 하나, 외궁 앞) 구간의 전 구간 노선을 개통시켜, 구와나 역 - 다이진구 앞 역간에 신제차의 모하니 231형을 이용한 급행 전철을 달리게 하게 되었다.
덧붙여 신규 개통 구간의 대부분이 복선 전선화의 고규격 노선이 되고 있었지만, 앞에서 말한 것처럼 원래 욧카이치역 - 쓰역 구간은 저규격의 노선이었기 때문에, 욧카이치와 쓰의 양 시내에서는 시가지를 크랭크장에 꿰매는 형태로 선로를 깔지 않을 수 없지 않고, 급커브 구간이 태어났다. 특히 욧카이치 역의 바로 북쪽은, 미에 철도나 욧카이치 철도로부터 양도한 노반을 이용하고 선로를 깐 것으로부터, 반경 100m로 남쪽 방향으로부터 서쪽 방향에 거의 직각에 구부러지는 통칭 「젠코지 커브」를 할 수 있어 후에 이르기까지 스피드 업이나 차량 대형화가 되었다.

### 에도바시 역 - 이세나카가와 역 구간
에도바시 역 이남은, 산구 급행 전철(산큐)이 건설했다. 동사는 현재의 긴키 닛폰 철도 오사카 선 사쿠라이역 이동과 긴키 닛폰 철도 야마다 선을 건설해, 모 회사인 오사카 전기 궤도(오궤)의 노선과 접속하고, 오사카에서 편도 2시간 여 정도로 갈 수 있는 이세 신궁의 참배 루트를 만들어내고 있었지만, 그것이 실현되기 전에 이미 나고야 방면의 진출을 계획해, 구와나까지의 면허를 취득했다.
이 면허 수득에 관해서는, 이와타바시 역 - 이세카와구치역 구간에서 영업을 실시하고 있던 게이벤 철도 회사의 주세이 철도(1942년 전폐)를 산하에 일어나 같은 철도 회사의 지선으로서 나카가와 - 히사이 구간의 면허를 신청해, 그 후면허를 산큐가 양도시켜, 양도한 산큐가 구간 연장 신청한다고 하는 방법이 취해졌다. 하지만, 국철의 운영과 사철의 감독을 당시 가고 있던 철도성에서는, 이대로 가면 이세 전선 · 국철 선과 합해 삼파전 경쟁이 되어, 같이 망하게 되는 것을 위구하고 있었다. 그 때문에 당초 산큐가 신청한 면허는 나고야 까지에서 만났지만, 정책상 구와나까지로서 교부되었다.
산큐는 이세 진출 후 당분간 세계 공황의 영향도 있는데다 적자에 괴로워하고 있었기 때문에 우선 국철선이나 이세 전선과 연락해 구와나 · 욧카이치로부터 오사카 방면을 향하는 손님을 옮기는 것으로 증수에 연결하려고 했다. 1930년 - 1932년에 면허선의 공사를 실시해, 그리고 나카가와 역으로부터 국철 쓰 역까지를 쓰 선으로서 개통시켜, 쓰 역으로부터 도보 5분 정도의 이세 전기 쓰 역(헤타역을 개칭한 것으로, 산큐를 매수한 후 다시 헤타 역으로 돌아온다)과의 연락도 도모할 수 있었다.
이것에 의해 쓰 - 이세 구간에서 산큐와 이세 전기의 노선이 경합 하게 되었지만, 이세 전기는 곧 이세 방면 진출에 고액인 자금을 사용한 것이나, 나고야 진출을 달성하지 못하고 승객이 성장하지 않았던 것, 구마사와가 총재를 겸임하고 있던 융자원의 욧카이치 은행이 설치 등에 관한 소란으로 휴업했기 때문에 자금융통이 악화된 것등에서, 경영이 난관에 부딪혀 은행 관리 회사에 빠져 버렸다. 그 때문에 산큐가 이세 전기를 1936년에 흡수 합병해, 구. 이세 전기 본선을 산큐 이세 선으로 했다.
그 위에, 합병 직전에 양 회사의 공동출자로 설립되고 있던 간사이 급행 전철(간큐덴)에 의해서, 머지 않아 이세 전기 · 산큐가 있어서도 비원인 나고야 진출에 착수하게 되었다.

### 긴테쓰 나고야 역 - 구와나 역 구간
이 구간은, 앞에서 말한 것처럼 간사이 급행 전철(간큐덴)에 의해서 건설되었다.
동구간은, 기소산 천과 총칭되는 이비강 · 나가라강 · 기소강을 넘을 필요가 있어, 그 교각 건설의 자금이 필요했다. 이세 전기의 계획에서는, 병행하는 간사이 본선의 교각이 재가설로 모아 두어 불필요해지는 구. 교각을 구입해 부설하기로 하고 있었다. 간사이 급행 전철도 그다지 자금적인 여유가 없었기 때문에, 이세 전기의 계획을 그대로 계승했다(더욱이 이 교각에 관해서는, 전 후 새롭게 재가설 되어있다).
덧붙여 건설은 때마침 중일 전쟁이 진행된 때에 행해졌기 때문에, 군사상 필요한 철의 조달은 난항을 겪었다고 한다.
또, 나고야의 터미널역(간큐 나고야 역 → 긴테쓰 나고야 역)은 이세 전기의 계획에서는 방향 전환이 불필요한 것 같게 루프 모양으로 하게 되어 있었지만, 간사이 급행 전철에서는 일반적인 3면 3선의 두단식 플랫폼으로 했다.
이것에 의해서, 1938년 6월 26일에 현재 나고야 선이 되는 구간이 완성했다(거기에 앞서는 6월 20일에 쓰 선과 이세 선의 접속을 도모하기 위해 쓰 선의 에도바시 - 쓰 구간이 연신되고 있다).

### 궤간 통일에 이르기까지
전술과 같은 건설 경위로부터, 나고야 역 - 에도바시 역 그간은 협궤(1067mm), 에도바시 역 - 산큐나카가와 역(현재의 이세나카가와 역) 구간의 쓰 선은 표준궤(1435mm)가 되어, 나고야 - 오사카 구간 직통의 이용객은 산큐나카가와 역에서의 스윗치 백(우에혼마치 역 - 에도바시 역 구간의 직통열차는 왕복 2회만으로, 많은 경우는 갈아 탐)과 에도바시 역에서의 환승을 강요당했다. 그 때문에, 나고야 연신의 반년 후에 에도바시 역 - 산큐나카가와 역 구간을 협궤화해, 메이한 구간의 이동에 즈음해서는 산큐나카가와(이세나카가와) 역에서의 환승으로 했다.
덧붙여 그것까지 산큐 자설의 노선은 쓰 선, 구. 이세 전기가 건설한 구간은 이세 선으로 여겨져 왔지만, 이 궤도 개정에 수반해 구와나 역 - 산큐나카가와 역 구간이 나고야 선으로 불리게 되어, 이세 선은 에도바시 역 - 다이진구 앞 역 구간이 되어 지선적인 취급이 되었다.
1940년에 간큐덴은 산큐와 합병하여 나고야 역 - 구와나 역 구간이 나고야 선에 편입한 뒤, 게다가 1941년에는 산큐와 오궤가 합병하고, 현재의 긴키 닛폰 철도 원형이 되는 간사이 급행 철도(간큐)가 발족했다.
1942년에 이세 선의 신마쓰사카 역 - 다이진구 앞 역 구간을 긴키 닛폰 철도 야마다 선과 중복 하기 위해 폐지한 다음(잔존 구간인 에도바시 역 - 신마쓰사카 역 구간도 단선화해, 자재는 나고야 선 단선 구간의 주로 이세 철도 시대에 부설된 구간의 복선화 등에 충당)은 나고야 - 이세 구간 직통의 이용객도 이세나카가와 역에서 환승이 되었다. 이세나카가와 역에서의 환승은 최단 시간이 되도록 배려되어 시각표에서도 나고야역 시점에서 「오사카행」 「우지야마다행」이라고 안내되었다.
비원인 나고야 선의 표준궤의 궤도 개정은 1960년 봄에 실시된 이후 1957년경부터 준비 공사가 행해져 이 일환으로서 병행하는 간사이 본선의 교량 재가설 시에 불필요해진 교각을 양도했기 때문에, 단선이 되어 수송력 증강의 장애가 되고 있던 이비 · 나가라강 교량과 기소강 교량에 대해서도, 궤도 개정에 대응할 수 있는 복선의 트러스교에 재가설 공사가 되었다. 후에 나고야 선은 1959년 9월의 이세만 태풍에 의해서 선로 수몰 · 유실 등의 심대한 피해를 받게 되지만, 이비 · 나가라 강 교량은 태풍 내습의 7일전, 기소 강 교량에 대해서는 태풍 내습의 당일에 완성을 보았기 때문에, 다행히도 심각한 피해를 받는 것은 없었다.
이것들은 불행중의 다행도 돕고, 궤도 개량 공사는 당시의 사장인 사에키 이사무가 과감하게 보다 , 태풍에 의한 수해로부터의 복구를 기회로 동년 11월에 앞당김 해 실시되게 되었다. 공사는 나고야 선전선과 고베 선을 전체로 9구화로 나누어 1일에 대해 1구화씩(일에 의해서 2구화) 낮의 6시간을 버스 대행해, 천 수백명에 이르는 작업원 등에 의해서 오전부터 레일의 이전을 시작해 오후에는 완료, 저녁에는 이미 궤도 개량이 끝난 선로상에서 정기 열차의 운행을 했다. 동년 11월 27일에는 모든 구간에서의 공사가 완료해, 그 후 선로의 도상 개량을 거치고, 동년 12월 12일부터 나고야 역 - 우에혼마치 역 구간과 나고야 역 - 우지야마다 역 구간의 직통 운전이 개시되었다. 또, 전술과 같은 사정으로 여기저기에 존재한 급커브도 개궤에 앞장 서는 형태로 복선화를 겸한 선형 개량이 이루어져 대부분이 해소되고 있다.
덧붙여 이세 선은 협궤인 채 수해로부터 복구해, 이세 만 태풍 내습으로부터 1년 4개월 후의 1961년 1월에 전선 폐지되고 있다.

### 연혁

#### 긴키 닛폰 철도 발족까지
- 1915년 9월 10일: 이세 철도가 시로코 역 - 이신덴초 역(현재의 다카다혼잔 역) 구간을 협궤로 개통.
- 1916년 1월 9일: 이세 철도 지요사키 역 - 시로코 역 구간 개통.
- 1917년
  - 1월 1일: 이세 철도 이신덴초 역 - 에도바시 역 - 쓰 시 역 (후의 헤타 역)구간 개통, 지사토 역 개업.
  - 12월 22일: 이세 철도 구스 역 - 지요사키 역 구간 개통.
- 1918년 11월 1일: 이세 철도 이신덴초 역을 다카다혼잔 역으로 명칭 변경.
- 1919년 10월 25일: 이세 철도 미야마도 역 - 구스 역 구간 개통.
- 1920년 4월 1일: 이세 철도 기타쿠스 역 개업.
- 1921년
  - 10월: 이세 철도 지사토 역 폐지.
  - 11월 8일: 다카다혼잔 역 - 에도바시 역 구간의 산겐야 역 허가 폐지.
- 1922년
  - 3월 1일: 이세 철도 신욧카이치 역 - 미야마도 역 구간 개통.
  - 10월 1일: 이세 철도 신욧카이치 역을 욧카이치 역으로, 고야스칸논 역을 쓰즈미가우라 역으로 명칭 변경.
- 1924년 4월 3일: 이세 철도 헤타 역 - 쓰 시 역 (후의 쓰신치 역)구간 개업.
- 1926년
  - 9월 12일: 이세 철도가 이세 전기 철도로 회사명 변경.
  - 12월 16일: 이세 전기 철도 지요사키 역 - 시로코 역 구간의 다마가키구치 역, 시오하마 역 - 구스 역 구간의 기타쿠스 역 폐지 허가.
  - 12월 26일: 이세 전기 철도 욧카이치 역 - 쓰신치 역 구간 전선화, 전차 운행 개시. 이후의 개통 구간은 개통 초기부터 전선화 노선.
- 1928년 10월 21일: 이세 전기 철도 구스 역 - 미다 역 구간의 나고 역 폐지 허가.
- 1929년
  - 1월 30일: 이세 전기 철도 구와나 역 - 욧카이치 역 구간 개통 (스와 역 - 욧카이치 역 구간을 제외한 복선).
  - 7월 5일: 이세 전기 철도 (임) 가스미가우라 역 개업.
  - 10월 28일: 이세 전기 철도 하즈 역 개업.
- 1930년
  - 월일 불명: 이세 전기 철도 니시쿠와나 역이 상설역으로 한다.
  - 5월 18일: 산구 급행 전철 쓰 선 산큐나카가와 역(현재의 이세나카가와 역) - 히사이 역 구간 개통.
  - 12월 25일: 이세 전기 철도 구와나 역 - 다이진구 앞 역 구간 개통.
- 1931년
  - 월일 불명: 이세 전기 철도 가스미가우라 역이 상설역으로 한다.
  - 7월 4일: 산구 급행 전철 쓰 선 히사이 역 - 쓰신치 역 구간 개통.
  - 8월 19일: 이세 전기 철도 시오하마 역 - 구스 역 구간 복선화.
- 1932년 4월 3일: 산구 급행 전철 쓰신치 역 - 쓰 역 구간 개통.
- 1934년 6월 30일: 기타쿠스 역 재개업.
- 1936년 9월 15일: 산구 급행 전철이 이세 전기 철도를 합병. 구와나 역 - 에도바시 역 - 다이진구 앞 역 구간을 이세 선으로 한다.
- 1937년 12월 20일: 시로코 역 - 가스미가우라 역 구간, 가미이소 분기 (신호장, 신설) - 이세우에노 역 구간, 도요쓰우라 역 - 사카가와 역 구간 복선화.
- 1938년
  - 4월 13일: 스와 역 - 욧카이치 역 구간 및 구스 역 - 미다 역 구간 복선화.
  - 6월 20일: 산구 급행 전철 쓰 선 쓰 역 - 에도바시 역 구간 개통. 이세 선에 에도바시 역으로 접속.
  - 6월 26일: 간사이 급행 전철이 간큐 나고야 역 (현재의 긴테쓰 나고야 역) - 구와나 역 구간 개통. 간사이 본선의 구) 교량을 유용하여, 기소가와 분기(신호장) 구간, 간큐 나가시마 역 - 하리마가와 분기(신호장) 구간, 이 외는 복선으로 한다.
  - 12월 7일: 산구 급행 전철 에도바시 역 - 산큐 나카가와 역 구간을 표준궤로부터 협궤로 궤도 개정. 구와나 역 - 에도바시 역 - 산큐 나가가와 역 구간이 나고야 선, 에도바시 역 - 신마쓰사카 역 - 다이진구 앞 역을 이세 선으로 한다.
- 1940년 1월 1일: 산구 급행 전철이 간사이 급행 전철을 합병. 간큐 나고야 역 - 구와나 역 구간을 나고야 선에 편입. 간큐 나고야 역을 산큐 나고야 역에, 간큐 핫타 역을 산큐 핫타 역에, 간큐 카니에 역을 산큐 카니에 역에, 간큐 야토미 역을 산큐 야토미 역에, 간큐 나가시마 역을 산큐 나가시마 역으로 각각 명칭 변경.
- 1941년
  - 3월 15일: 오사카 전기 궤도가 산구 급행 전철을 합병, 간사이 급행 철도로 회사명 변경. 니시토미타 역을 간큐 토미타 역으로, 산큐나카가와 역을 이세나카가와 역으로 명칭 변경.
  - 4월 30일: 산큐 나고야 역을 간큐 나고야 역으로, 산큐 핫타 역을 간큐 핫타 역으로, 산큐 카니에 역을 간큐 카니에 역으로, 산큐 야토미 역을 간큐 야토미 역으로, 산큐 나가시마 역을 간큐 나가시마 역으로 명칭 변경.
  - 8월 18일: 미야마도 역 - 시오하마 역 구간 복선화.
  - 11월 25일: 이세와카마쓰 역 - 지요사키 역 구간 복선화.
- 1943년
  - 7월 1일: 나고노우라 역 개업, 지사토 역 재개업, 지사토 역 - 사카가와 역 구간의 도요쓰우라 역 · 이세우에노 역을 통합하여 도요쓰우에노 역으로 개업.
  - 8월 21일: 미타 역 - 이세와카마쓰 역 구간 복선화.
  - 10월 22일: 가스미가우라 역 폐지. 하즈 역 이전.
- 1944년
  - 3월 13일: 가미이소 분기 - 가스미가우라 역 구간 복선화, 가미이소 분기 신호장 폐지.
  - 5월 8일: 도요쓰우에노 역 - 다카타혼잔 역 구간의 사카가와 역 폐지. 동 역 구간에 시라쓰카 역 개업.

#### 긴키 닛폰 철도 발족 후
- 1944년 6월 1일: 간사이 급행 철도가 난카이 철도와 합병, 긴키 닛폰 철도 설립.
  - 이와 동시에 간큐 나고야 역을 긴키 닛폰 철도 나고야 역으로, 간큐 핫타 역을 긴키 닛폰 철도 핫타 역으로, 간큐 카니에 역을 긴키 닛폰 철도 카니에 역으로, 간큐 야토미 역을 긴키 닛폰 철도 야토미 역으로, 간큐 나가시마 역을 긴키 닛폰 철도 나가시마 역으로, 간큐 도미타 역을 긴키 닛폰 철도 도미타 역으로 명칭 변경.
- 1945년
  - 6월 1일: 고가네 역 · 마치야 역 · 니시마치 역 휴업.
  - 7월 24일: 공습에 의해, 이비 · 나가라 강 교량이 피폭되 불통. 간사이 본선을 대체선으로서 쓰기 위해, 연락선을 마련한 위로 동선을 일시적으로 전선화.
- 1946년
  - 5월 1일: 이비 · 나가라 강 교량 복구.
  - 6월 17일: 쓰신치 역 - 히사이 역 구간에 후타미치 신호장 개설.
  - 7월 13일: 스하라 역 (현재의 가와고에토미스하라 역) - 이세아사히 역 구간의 가와고에 역 폐지. 도미스하라 역으로 이전.
- 1947년
  - 3월 1일: 휴업하고 있던 고가네 역 영업 재개.
  - 3월 14일: 휴업하고 있던 가와하라마치 역 - 스와 역 구간의 니시마치 역 폐지.
  - 10월 8일: 오사카 - 나고야 역 구간 특급 운행 개시.
- 1948년
  - 7월 21일: 이비강 분기(신호장) - 하리마가와 분기 구간 복선화.
  - 9월 1일: 긴키 닛폰 철도 나가시마 역 - 구와나 역 구간에 이비가와 역 폐지.
- 1950년
  - 6월 5일: 하즈 역을 가스미가우라 역으로 명칭 변경.
  - 8월 4일: 나고야 철도와의 단체 임시열차 상호 직통 운행 개시(1952년 9월 30일까지).
- 1952년
  - 올해까지 휴업 중이었던 이세아사히 역 - 마스오 역 구간의 마치야 역 폐지.
  - 10월 31일: 가바케 강 분기 (신호장) - 미야마도 역 구간 0.1 km 단락 공사 완성, 동 구간을 복선화.
- 1953년 9월 15일: 쓰신치 역 - 히사이 역 구간의 후타미치 신호장 폐지.
- 1955년 7월 15일: 시라쓰카 역 - 다카다혼잔 역 - 에도바시 역 구간의 경로 변경 및 복선화. 0.5 km 단축. 사카가와 분기 신호장 폐지.
- 1956년 9월 23일: 가와하라마치 역 - 스와 역 - 욧카이치 역 (일본국유철도 욧카이치 역 앞) - 가바케 강 분기 구간을, 가와하라마치 역 - 긴테쓰 욧카이치 역 - 가바케 강 분기 구간의 신선을 바꿔 대체. 1.1 km 단축. 가바케 강 분기 신호장 폐지.
- 1959년
  - 9월 19일: 이비 · 나가라 강 교량 재가설. 긴키 닛폰 철도 나가시마 역 - 이비강 분기 신호장 구간을 복선화하여, 이비강 분기 신호장 폐지.
  - 9월 26일: 기소 강 교량 재가설. 기소가와 분기 - 긴테쓰 나가시마 역 구간 복선화하여, 기소가와 분기 신호장 폐지. 같은 날, 이세 만 태풍에 의해 전선에 재해가 일어나 불통됨.
  - 9월 28일: 긴키 닛폰 철도 욧카이치 역 - 쓰신마치 역 구간 복구.
  - 9월 29일: 긴키 닛폰 철도 나고야 역 - 긴키 닛폰 철도 핫타 역 구간 복구.
  - 9월 30일: 긴키 닛폰 철도 핫타 역 - 후시야 역 구간, 도미스하라 역 - 긴키 닛폰 철도 욧카이치 역 구간, 쓰신마치 역 - 이세나카가와 역 구간 복구.
  - 10월 1일: 구와나 역 - 도미스하라 역 구간 복구.
  - 10월 15일: 후시야 역 - 긴키 닛폰 철도 카니에 역 구간 복구.
  - 11월 8일: 긴키 닛폰 철도 나가시마 역 - 구와나 역 구간 복구.
  - 11월 19일: 표준 궤도화 공사 개시.
  - 11월 20일: 히사이 역 - 이세나카가와 역 구간 (개시부터 공용), 에도바시 역 - 히사이 역 구간 (저녁무렵부터 공용)을 표준궤에 의해 궤도 개정.
  - 11월 21일: 긴키 닛폰 철도 나가시마 역 - 구와나 역 구간, 도요쓰우에노 역 - 에도바시 역 구간을 표준궤에 의해 궤도 개정.
  - 11월 22일: 시로코 역 - 도요쓰우에노 역 구간 궤도 개정.
  - 11월 23일: 시오하마 역 - 시로코 역 구간을 표준 궤도에 의해 궤도 개정.
  - 11월 24일: 긴키 닛폰 철도 욧카이치 역 - 시오하마 역 구간을 표준 궤도에 의한 궤도 개정.
  - 11월 25일: 도미스하라 역 - 긴키 닛폰 철도 욧카이치 역 구간을 표준 궤도에 의한 궤도 개정.
  - 11월 26일: 구와나 역 - 도미스하라 역 구간을 표준 궤도에 의한 궤도 개정. 하리마 강 분기 - 구와나 역 구간 복선화, 하리마 강 분기 신호장 폐지.
  - 11월 27일: 긴키 닛폰 철도 나고야 역 - 긴키 닛폰 철도 카니에 역 구간이 표준 궤도에 의한 궤도 개정함과 동시에, 긴키 닛폰 철도 카니에 역 - 긴키 닛폰 철도 나가시마 역 구간 개통. 전 구간 복구. 표준 궤도화 공사 완공.

#### 메이한 직통 운행 개시
- 1959년 12월 12일: 메이한 특급 직통 운행 개시.
- 1961년
  - 3월 29일: 나카가와 단락선 개통. 나고야 선 · 오사카 선 직통 열차의 이세나카가와 역으로의 스위치 백 운행 해소.
  - 8월 8일: 쓰 역 - 쓰신마치 역 구간 복선화.
- 1964년
  - 3월 10일: 에도바시 역 - 쓰 역 구간 복선화.
  - 12월 10일: 도미요시 역 개업.
- 1968년 3월 1일: 자동 열차 정지 장치 (ATS)사용 개시.
- 1969년 5월 15일: 휴업 중이던 긴키 닛폰 철도 나가시마 역 - 구와나 역 구간의 이비가와 역 폐지.
- 1970년 3월 1일: 긴키 닛폰 철도 나고야 역을 긴테쓰 나고야 역으로, 긴키 닛폰 철도 핫타 역을 긴테쓰 핫타 역으로, 긴키 닛폰 철도 카니에 역을 긴테쓰 카니에 역으로, 긴키 닛폰 철도 야토미 역을 긴테쓰 야토미 역으로, 긴키 닛폰 철도 나가시마 역을 긴테쓰 나가시마 역으로, 긴키 닛폰 철도 토미타 역을 긴테쓰 토미타 역으로, 긴키 닛폰 철도 욧카이치 역을 긴테쓰 욧카이치 역으로 각각 명칭 변경.
- 1972년 7월 16일: 이즈모가와 분기 - 이세나카가와 역 구간 복선화, 전 구간 복선화 완성. 이즈모가와 분기 신호장 폐지.
- 1973년 10월 11일: 긴테쓰 욧카이치 역 부근 1.7 km 고가화.
- 1975년 7월 20일: 신쇼 역 개업.
- 1976년 3월 18일: 급행 정차역에 긴테쓰 야토미 역을 추가. 조간 · 야간에 왕복 1회 운행되었던 긴테쓰 나고야 역 - 우에혼마치 역 구간 직통 급행 폐지.
- 1983년 3월 18일: 준 급행의 정차역을 현행의 것으로 변경하는 것과 동시에 긴테쓰 나고야 역 - 긴테쓰 욧카이치 역 구간의 운행에 단축. 긴테쓰 나고야 역 - 우지야마다 역 구간 직통의 보통 열차 (시각표상)폐지(이세나카가와 역에서 열차 번호 변경 후 계속 운전하는 열차는 존속).
- 1984년: 구형 차량 전부 폐지에 의해 통근 열차의 최고 속도를 110 km/h로 향상.
- 1988년
  - 3월 18일: 21000계(어번 라이너)의 엉업 운행 개시. 특급의 120 km/h 운행 개시.
  - 월일 불명: 3문 전환 크로스시트 차량 5200계의 영업 운행 개시.
- 1989년 4월 28일: 미나미가오카 역 개업.
- 1990년 3월 15일: 메이한 갑 특급이 쓰역에서도 정차 개시.
- 1992년 3월 19일: 22000계 (ATC)의 영업 운행 개시.
- 1994년 3월 15일: 23000계 (이세시마 라이너)의 영업 운행 개시.
- 1996년
  - 2월: 2610계2621F를 개조한 L/C카 시작 편성의 시험 운행 개시.
  - 3월 15일: 메이 특급의 운행 체제 직통하 (일부 열차의 임시 열차 격하 등)가 시작한다.
- 1998년
  - 월일 불명: 신조 L/C카(5800계)의 영업 운행 개시(1997년부터 1998년에 걸쳐 2610계2626F·2627F 및 2800계2811F·2813F·2815F의 각 편성도 L/C카에 개조).
  - 3월 17일: 유노야마 선 직통 특급 폐지. (긴테쓰 욧카이치 역 - 유노야마 온천 역 구간의 단독 운행).
- 2000년 3월 15일: 긴테쓰 나고야 역 - 긴테쓰 욧카이치 역 구간의 준 급행 · 긴테쓰 나고야 역 - 도미요시 역 구간의 보통을 매 시각 4대부터 3대로 감소.
- 2001년 3월 22일: 일중의 쓰신마치 역 직통 급행을 이세나카가와 역까지 연장. 나고야 선 전선으로 급행이 매시 3대가 된다.
- 2002년 3월 20일: 급행 정차역에 긴테쓰 카니에 역을 추가. 이것에 수반해 준급행의 대수를 삭감.
- 2004년 3월 18일: 시라쓰카 역 - 이세나카가와 역 구간의 일부의 보통 열차 단독 운행 개시.
- 2005년 5월 21일: 고가네 역 - 후시야 역 구간 고가화 완성.
- 2007년 4월 1일: 각 역에 PiTaPa · ICOCA 취급 개시.
- 2008년 6월 14일: 긴테쓰 나고야 역 - 긴테쓰 핫타 역 구간에 차량 위 속도 패턴 대조 조사식 (ATS) 사용개시.
- 2009년 3월 21일: 도미스하라 역을 가와고에토미스하라 역으로 명칭 변경.
- 2010년 4월 1일: 긴테쓰 나고야 역 - 이세나카가와 역 구간의 전선의 나고야 열차 운행 관리 시스템의 운용 개시.

## 역 목록
●: 정차, |: 통과
보통 열차는 생략: 각 역에 정차
특급 열차에 대해서는 긴테쓰 특급를 참조하라
# 표시 역은 열차 대피 가능 역, （# ↑ 표시의 구와나 역은 나고야 방면에만, # ↓ 표시 마스오 역은 쓰 방면 만 가능）.
| 역 번호 | 역명                | 일어 역명  | 역간 거리 | 누계 거리 | 급행 | 준급 | 접속 노선 | 소재지   | 소재지     | 소재지     |
| ------- | ------------------- | ---------- | --------- | --------- | ---- | ---- | --- | -------- | ---------- | ---------- |
| E 01    | 긴테쓰나고야        | 近鉄名古屋 |           | 0.0       | ●    | ●    | 도카이 여객철도 도카이도 신칸센 · ■ 도카이도 본선 · ■ 주오 본선 · ■ 간사이 본선 … 나고야역 나고야 시 교통국 지하철 히가시야마 선 (H08) · 사쿠라도리 선 (S02) 나고야 임해 고속 철도 ●AN 니시나고야 항선 (A01) 나고야 철도 나고야 본선 … 메이테쓰 나고야 역 (NH36) | 아이치현 | 나고야시   | 나카무라구 |
| E 02    | 고메노              | 米野       | 1.1       | 1.1       | ｜   | ｜   | | 아이치현 | 나고야시   | 나카무라구 |
| E 03    | 고가네              | 黄金       | 1.0       | 2.1       | ｜   | ｜   | | 아이치현 | 나고야시   | 나카무라구 |
| E 04    | 가스모리            | 烏森       | 0.7       | 2.8       | ｜   | ｜   | | 아이치현 | 나고야시   | 나카무라구 |
| E 05    | 긴테쓰핫타#         | 近鉄八田   | 1.0       | 3.8       | ｜   | ｜   | 도카이 여객철도 ■ 간사이 본선 … 핫타역 나고야 시 교통국 지하철 히가시야마 선 (H02) | 아이치현 | 나고야시   | 나카무라구 |
| E 06    | 후시야              | 伏屋       | 2.6       | 6.4       | ｜   | ｜   | | 아이치현 | 나고야시   | 나카가와구 |
| E 07    | 도다                | 戸田       | 2.0       | 8.4       | ｜   | ｜   | | 아이치현 | 나고야시   | 나카가와구 |
| E 08    | 긴테쓰카니에#       | 近鉄蟹江   | 1.3       | 9.7       | ●    | ●    | | 아이치현 | 아마군     | 가니에정   |
| E 09    | 도미요시#           | 富吉       | 2.4       | 12.1      | ｜   | ●    | | 아이치현 | 아마군     | 가니에정   |
| E 10    | 사코기              | 佐古木     | 1.6       | 13.7      | ｜   | ●    | | 아이치현 | 야토미시   | 야토미시   |
| E 11    | 긴테쓰야토미#       | 近鉄弥富   | 2.4       | 16.1      | ●    | ●    | 도카이 여객철도 ■ 간사이 본선 … 야토미역 나고야 철도 비사이 선 (TB11) | 아이치현 | 야토미시   | 야토미시   |
| E 12    | 긴테쓰나가시마      | 近鉄長島   | 3.4       | 19.5      | ｜   | ●    | 도카이 여객철도 ■ 간사이 본선 … 나가시마역 | 미에현   | 구와나시   | 구와나시   |
| E 13    | 구와나#↑            | 桑名       | 4.2       | 23.7      | ●    | ●    | 도카이 여객철도 ■ 간사이 본선 요로 철도 요로 선 산기 철도 호쿠세이 선 … 니시쿠와나 역 | 미에현   | 구와나시   | 구와나시   |
| E 14    | 마스오#↓            | 益生       | 1.1       | 24.8      | ｜   | ●    | | 미에현   | 구와나시   | 구와나시   |
| E 15    | 이세아사히          | 伊勢朝日   | 2.6       | 27.4      | ｜   | ●    | | 미에현   | 미에군     | 아사히 정  |
| E 16    | 가와고에토미스하라# | 川越富洲原 | 2.6       | 30.0      | ｜   | ●    | | 미에현   | 미에군     | 가와고에정 |
| E 17    | 긴테쓰토미다        | 近鉄富田   | 1.6       | 31.6      | ●    | ●    | 산기 철도 산기 선 | 미에현   | 욧카이치시 | 욧카이치시 |
| E 18    | 가스미가우라        | 霞ヶ浦     | 1.9       | 33.5      | ｜   | ●    | | 미에현   | 욧카이치시 | 욧카이치시 |
| E 19    | 아쿠라가와#         | 阿倉川     | 1.1       | 34.6      | ｜   | ●    | | 미에현   | 욧카이치시 | 욧카이치시 |
| E 20    | 가와라마치          | 川原町     | 1.1       | 35.7      | ｜   | ●    | | 미에현   | 욧카이치시 | 욧카이치시 |
| E 21    | 긴테쓰욧카이치#     | 近鉄四日市 | 1.2       | 36.9      | ●    | ●    | 긴키 닛폰 철도 K 유노야마 선 (K21)· 욧카이치 아스나로 철도 우쓰베 선 | 미에현   | 욧카이치시 | 욧카이치시 |
| E 22    | 신쇼                | 新正       | 1.2       | 38.1      | ｜   |      | | 미에현   | 욧카이치시 | 욧카이치시 |
| E 23    | 미야마도            | 海山道     | 1.5       | 39.6      | ｜   |      | | 미에현   | 욧카이치시 | 욧카이치시 |
| E 24    | 시오하마#           | 塩浜       | 1.2       | 40.8      | ●    |      | | 미에현   | 욧카이치시 | 욧카이치시 |
| E 25    | 기타쿠스            | 北楠       | 1.8       | 42.6      | ｜   |      | | 미에현   | 욧카이치시 | 욧카이치시 |
| E 26    | 구스#               | 楠         | 1.6       | 44.2      | ｜   |      | | 미에현   | 욧카이치시 | 욧카이치시 |
| E 27    | 나고노우라          | 長太ノ浦   | 1.4       | 45.6      | ｜   |      | | 미에현   | 스즈카시   | 스즈카시   |
| E 28    | 미다                | 箕田       | 1.4       | 47.0      | ｜   |      | | 미에현   | 스즈카시   | 스즈카시   |
| E 29    | 이세와카마쓰#       | 伊勢若松   | 1.3       | 48.3      | ●    |      | 긴키 닛폰 철도 L 스즈카 선 (L29, 일부 직통 운행) | 미에현   | 스즈카시   | 스즈카시   |
| E 30    | 지요자키            | 千代崎     | 1.8       | 50.1      | ｜   |      | | 미에현   | 스즈카시   | 스즈카시   |
| E 31    | 시로코#             | 白子       | 2.8       | 52.9      | ●    |      | | 미에현   | 스즈카시   | 스즈카시   |
| E 32    | 쓰즈미가우라        | 鼓ヶ浦     | 1.2       | 54.1      | ｜   |      | | 미에현   | 스즈카시   | 스즈카시   |
| E 33    | 이소야마            | 磯山       | 1.9       | 56.0      | ｜   |      | | 미에현   | 스즈카시   | 스즈카시   |
| E 34    | 지사토              | 千里       | 1.9       | 57.9      | ｜   |      | | 미에현   | 쓰시       | 쓰시       |
| E 35    | 도요쓰우에노#       | 豊津上野   | 1.9       | 59.8      | ｜   |      | | 미에현   | 쓰시       | 쓰시       |
| E 36    | 시라쓰카#           | 白塚       | 1.9       | 61.7      | ｜   |      | | 미에현   | 쓰시       | 쓰시       |
| E 37    | 다카다혼잔          | 高田本山   | 2.4       | 64.1      | ｜   |      | | 미에현   | 쓰시       | 쓰시       |
| E 38    | 에도바시#           | 江戸橋     | 1.2       | 65.3      | ●    |      | | 미에현   | 쓰시       | 쓰시       |
| E 39    | 쓰                  | 津         | 1.2       | 66.5      | ●    |      | 도카이 여객철도 ■ 기세이 본선 이세 철도 ■이세 선 (12) | 미에현   | 쓰시       | 쓰시       |
| E 40    | 쓰신마치            | 津新町     | 2.3       | 68.8      | ●    |      | | 미에현   | 쓰시       | 쓰시       |
| E 41    | 미나미가오카        | 南が丘     | 2.7       | 71.5      | ｜   |      | | 미에현   | 쓰시       | 쓰시       |
| E 42    | 히사이              | 久居       | 2.5       | 74.0      | ●    |      | | 미에현   | 쓰시       | 쓰시       |
| E 43    | 모모조노            | 桃園       | 1.5       | 75.5      | ｜   |      | | 미에현   | 쓰시       | 쓰시       |
| E 61    | 이세나카가와#       | 伊勢中川   | 3.3       | 78.8      | ●    |      | 긴키 닛폰 철도 D 오사카 선 (D61) · M 야마다 선 (M61 ,일부 직통 운행) | 미에현   | 마쓰사카시 | 마쓰사카시 |